# Susanne le Pelley
Susanne le Pelley, född 1668, död 1733, var regerande Dame av Sark och den tionde Seigneuren av Sark från 1730 till 1733.
Hon var dotter till domaren Jean Le Gros och gifte sig med kaparen Nicolas le Pelley.  Hennes familj tillhörde de rikaste på Guernsey. Hon var änka när hon år 1730 köpte feodalbesittningen av James Milners arvinge Joseph Wilcocks, och blev dess första kvinnliga innehavare. Hon efterträddes av sin son Nicolas le Pelley.  